# Phyllanthus pacoensis
Phyllanthus pacoensis är en emblikaväxtart som beskrevs av Thin. Phyllanthus pacoensis ingår i släktet Phyllanthus och familjen emblikaväxter.
Artens utbredningsområde är Vietnam. Inga underarter finns listade i Catalogue of Life.